# Tijvin
Tijvin (en ruso: Тихвин; en finés: Tihvinä) es una ciudad del óblast de Leningrado, en Rusia, centro administrativo del raión homónimo. Está situada a 182 km al este de San Petersburgo, sobre el río Tíjvinka, afluente principal del Sias. Su población alcanzaba los 57 327 habitantes en 2021.

## Etimología del topónimo
El nombre de la ciudad tiene su origen en la combinación de dos palabras del idioma vepsio: tij y vin, que significan ‘camino’ y ‘mercado’ respectivamente, por lo que significarìa ‘camino al mercado’. La ciudad está situado en una antigua vía fluvial comercial.

## Historia
La primera mención de Tijvin se remonta a 1383, fecha en la que una crónica informa de que se halla en la ciudad una Iglesia de la Dormición de madera. Posteriormente, en 1495-1496, Y.K. Sabúrov, un monje del Catastro de Nóvgorod, mencionó la "... parroquia de Tijvin y en ella, una iglesia de madera..."

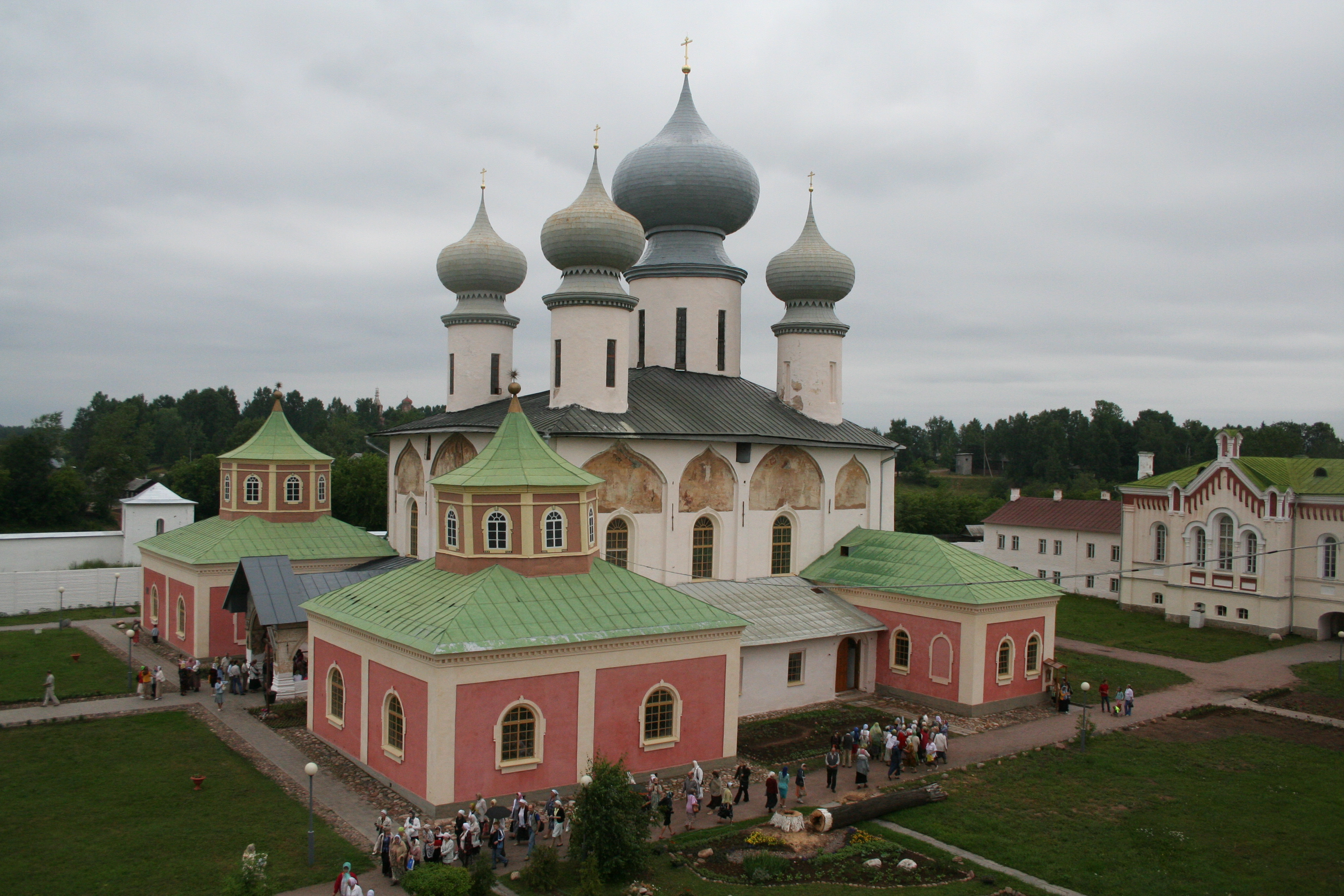
Catedral de la Dormición.

Su situación en la intersección de las rutas comerciales que conectan el Volga con el lago de Ládoga y el mar Báltico aseguraron su rápido desarrollo. A principios del siglo XVI ya era un centro de comercio ampliamente conocido. Entre 1507 y 1515, por encargo y financiación del príncipe Basilio III de Moscú, en el emplazamiento de la incendiada iglesia de madera, el arquitecto italiano Aloisio Nuovo (en italiano, Aloisio Nuovo; en ruso, Aleviz Novy o Aleviz Fryazin) proyectó y Dmitri Syrkov de Nóvgorod se encargó de la construcción de la monumental Catedral de la Dormición en piedra. La Catedral, que se puede ver en nuestros días, alberga el icono de Nuestra Señora de Tijvin. El diseño de la Catedral está inspirado en la Catedral de la Dormición del Kremlin de Moscú.

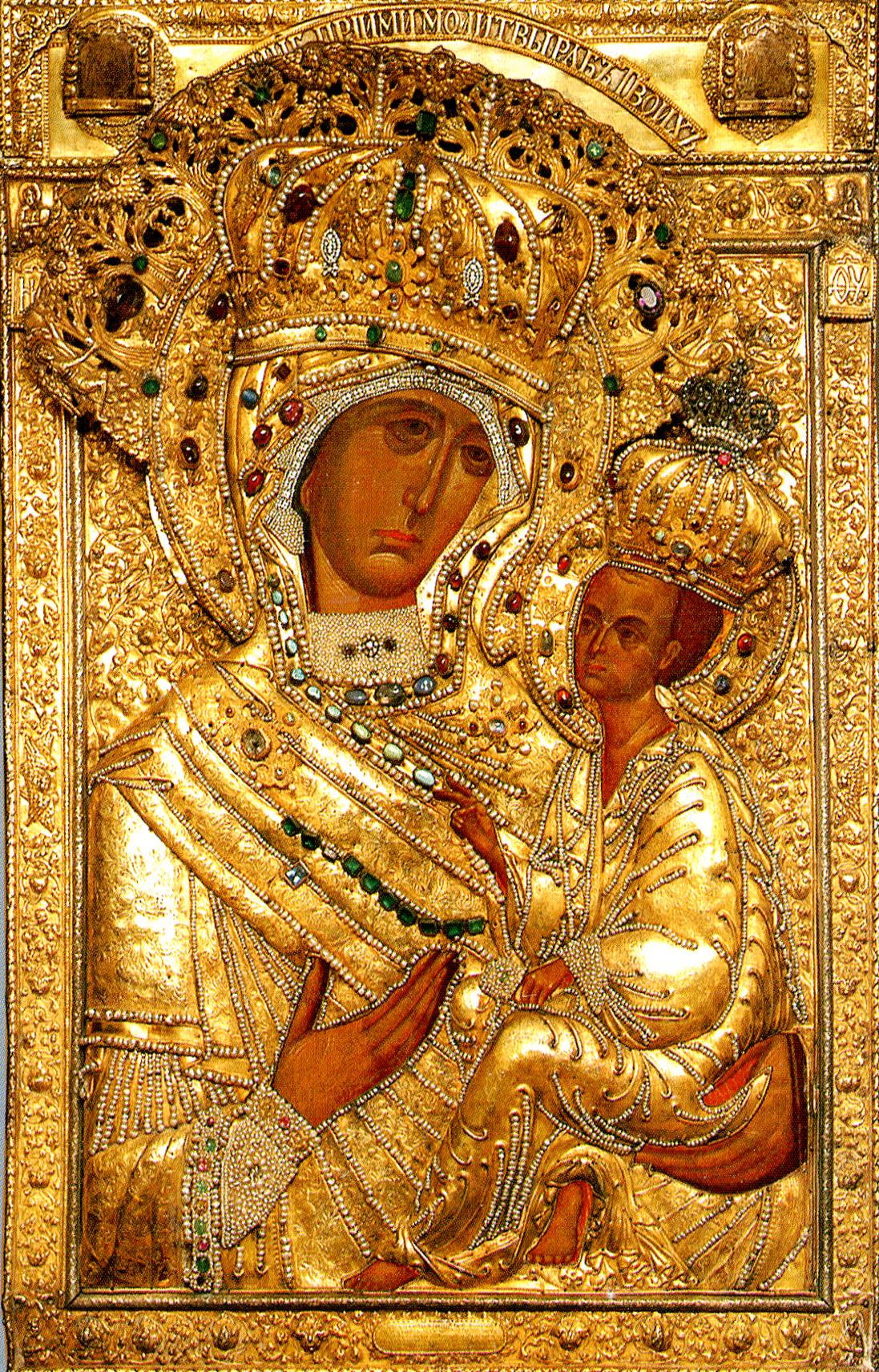
Icono de Nuestra Señora de Tijvin de la Catedral de Dormición de la Madre de Dios de Tijvin.

En 1560, por orden del zar Iván IV, el Monasterio de la Dormición de Tijvin fue construido en la orilla izquierda del río Tíjvinka. Fiódor Syrkov, hijo de Dmitri, fue el encargado del proyecto de construcción. Se le dio especial importancia a la rapidez en su construcción, por lo que el zar dio permiso para usar a los sirvientes de veinte distritos rurales en ella. Ese mismo año, se completó la edificación del menor Monasterio de la Presentación de María en el Templo, así como de dos asentamientos comerciales e industriales con varios edificios para propósitos residenciales, económicos y religiosos. El monasterio fue inicialmente rodeado por una empalizada de troncos afilados. Posteriormente, a mediados del siglo XVII, fue reemplazada por dos murallas paralelas de troncos, rellenadas de tierra y piedras. Se instaló un pasillo cubierto con aspilleras para los arqueros en la parte superior de la muralla, en la que además se construyeron nueve torres. Así, en el lugar de un antiguo asentamiento, se había creado una importante fortaleza, que jugaría un importante papel en la defensa de las fronteras noroccidentales de Rusia.
A principios del siglo XVII el estado ruso entró en una crisis interna. Durante la incursión polaco-sueca, los suecos ocuparon y devastaron la región alrededor de Nóvgorod. En 1613, Tijvin fue capturada, saqueada y quemada. Los comerciantes, que se refugiaron tras las murallas del monasterio, sobrevivieron a un prolongado asedio y numerosos ataques antes de derrotar a las tropas suecas. La lucha acabó con la expulsión de los suecos del área, marcando el principio de la liberación de Nóvgorod de las fuerzas suecas y polacas.
Tijvin floreció económicamente durante los siglos XVII y XVIII. Los productos de las herrerías de Tijvin tenían una demanda especial, siendo vendidos no sólo en las ciudades rusas, sino incluso en el extranjero. Tijvin se convirtió en uno de los puntos para el comercio exterior de Rusia, contándose su feria entre las más grandes de Rusia. El esplendor en el comercio y las artesanías en el siglo XVII contribuyeron al engrandecimiento del asentamiento.
Sólo se permitían edificios de piedra en el recinto del monasterio. En el siglo XVI, se construyó un refectorio de piedra, como adición a la catedral, así como una iglesia dedicada al nacimiento de la Madre de Dios en 1581. En 1600, se erigió un campanario de cinco techos. La segunda parte del siglo XVII se caracterizó por el aumento intenso de la construcción en piedra, al ser substituidos los edificios de madera del monasterio. Como resultado de estas obras, se creó un conjunto artístico, histórico y arquitectónico, de monumentos, que se conserva en gran parte en la actualidad, aunque en los siglos XVIII y XIX algunos de ellos fueron reconstruidos, por lo que se vio alterada su apariencia original.
Desde la construcción del monasterio, la localidad pertenecía al mismo. En 1723, tras un prolongado pleito, los habitantes de Tijvin consiguieron su propia administración, independiente del monasterio, que respondería a la oficina provincial de Nóvgorod. El asentamiento no se separaría del todo del monasterio hasta 1764, al pasar las propiedades del monasterio al estado por un edicto. En 1773, a Tijvin le fue otorgado el estatus de ciudad.
Durante la Segunda Guerra Mundial, Tijvin fue ocupada por las tropas nazis desde el 8 de noviembre de 1941 al 9 de diciembre del mismo año. Debido a los contraataques de las tropas soviéticas, las tropas alemanas tuvieron que desalojar la ciudad sólo después de un mes, en el que se destruyeron varios monumentos arquitectónicos. La captura de Tijvin supuso una gran ayuda para el Camino de la Vida durante el Sitio de Leningrado, gracias a su ferrocarril. Permitió a las fuerzas soviéticas proveer de muchos más suministros que la carretera utilizada hasta entonces.

## Demografía
| 1897 | 1939   | 1959   | 1970   | 1979   | 1989   | 2002   | 2008   |
| ---- | ------ | ------ | ------ | ------ | ------ | ------ | ------ |
| 6600 | 18 000 | 18 400 | 34 000 | 58 600 | 71 352 | 63 338 | 60 754 |

## Ciudades hermanadas
- Imatra, Finlandia.

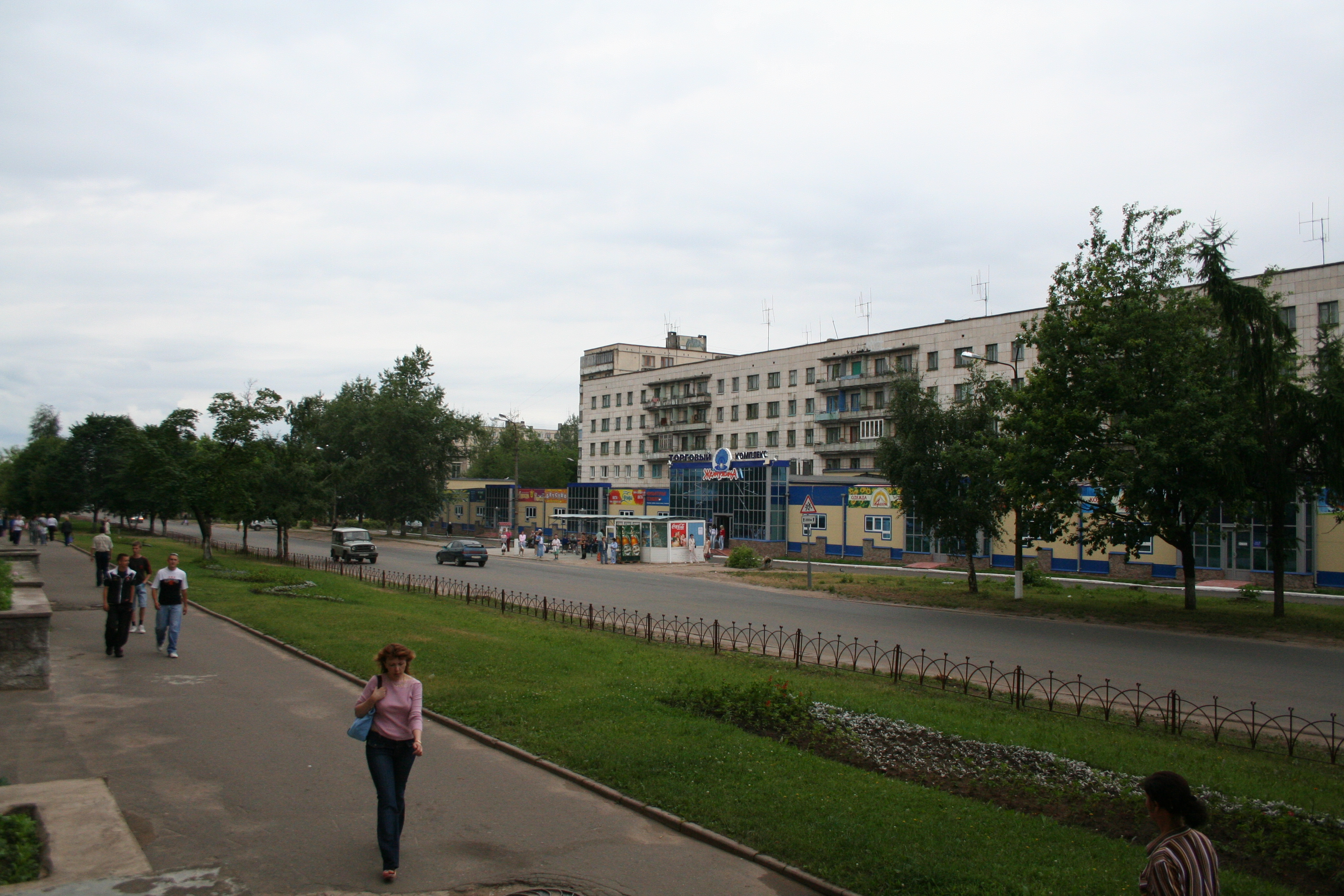
La calle Karl Marx es la más larga de Tijvin.

- Hérouville-Saint-Clair, Francia.
- Trosa, Suecia.